# IC 4973
IC 4973 је спирална галаксија у сазвјежђу Паун која се налази на листи објеката дубоког неба у Индекс каталогу.
Деклинација објекта је - 58° 22' 18" а ректасцензија 20h 14m 34,1s. Привидна величина (магнитуда) објекта IC 4973 износи 15,0 а фотографска магнитуда 15,8. IC 4973 је још познат и под ознакама ESO 143-15, PGC 64337.